# اسپانیا در المپیک تابستانی ۲۰۰۰
اسپانیا در بازی‌های المپیک تابستانی ۲۰۰۰ که در شهر سیدنی برگزار شد، کاروان اسپانیا با ۳۲۱ ورزشکار در این رقابت‌ها شرکت کرد و موفق به کسب ۱۱ مدال (۳ طلا، ۳ نقره، ۵ برنز) شد. در جدول رتبه‌بندی توزیع مدال‌ها، اسپانیا در ردهٔ ۲۵ مسابقات قرار گرفت.